# Устанички штаб Алекс
Алексов устанички штаб основан је пред крај Другог светског рата (30. априла 1945) у Прагу, као резултат неколико година антинемачких напора илегалне војне обавештајне организације и отпора Алекс. Дуго је деловао на североистоку Чешке, а кључна фигура му је био генерал Франтишек Слунечко (псеудоним „Алекс“). Чак и пре 5. маја 1945. године, Александрово седиште се придружило главном телу отпора - Чешком националном савету (Чешка) поштујући његову командну супериорност.
Непосредно пре избијања Прашког мајског устанка 1945. године, седиште штаба Алекс контролисало је групе отпора на селу око Прага, изузев јединица смештених у Великом Прагу, којим је командовао генерал Карел Кутлвашр (и шеф кабинета Франтишек Бургер). Јединице потчињене
Побуњеничкакоманда Алекс (заједно са Командом Бартоша и другим војним јединицама) одлучујуће су допринеле успешном исходу борби на улицама Прага и на ободима Прага од 5. до 8. маја 1945. године. После 10. маја 1945. јединице потчињене Алексу (овог пута већ под командом генерала Зденека Новака) учествовале су у заузимању шумовитих пограничних подручја и њиховом чишћењу од остатака немачких трупа. Након извршења овог последњег задатка, Алексово седиште је распуштено.

## Значај
Иако комунистичка историографија већ дуги низ година има проблема са проценом устанка, јер се наступ тадашње Алексове Војне команде и Чешког националног савета није уклопио у совјетску верзију ослобађања Прага.
Међутим перема многим историчарима значај Устаничког штаба Алекс који је покрену Прашки устанак, огледа се у томе што је пореметио одбрамбене планове милиона немачких војника, и тиме скратио борбе у Другом светском рату на тлу Европе за недељу дана. .
Током априла, америчка војска нашла се у југозападној Чешкој, али је совјетска војска само започела напад на Моравску и Шлезију.
Немачка војска у Чешкој је имала у том моменту око милион људи, којима је првобитно било предвиђено да бране протекторат до 20. маја. Устанак, посебно прашки, приморао је немачку војску, која је изгубила осећај сигурне позадине, да ревидира своје планове.
Уместо да се боре против напредујуће совјетске војске, немачке трупе су одлучиле да што пре дођу до Американаца. Побуњеници су на тај начин спречили фронт кроз чешку територију и тиме спасили многе људске живота и пустошења републике.

## Историја

### Одбрана нације
Војна илегална организација отпора Одбрана нације (ОН) основана је марта 1939. године у Протекторату који је био у саставу Нацистичке Немачке, који је постојао од 1939. до 1945. године на подручју данашње Чешке. Формиран је након поделе Чехословачке, чији су источни делови подељени између независне Словачке и Хортијеве Мађарске. За разлику од Словачке којој је призната самосталност, чешке земље су анектиране од стране Немачког Рајха и административно подељене: периферни делови Чешке настањени судетским Немцима су стављени под директну немачку управу, док су централни делови настањени Чесима претворени у државни протекторат.
Одбрана нације (ОН) је унутар Протектората деловала практично до краја Другог светског рата. У њеном оснивању и заповедању територијалним и хијерархијским јединицама учествовали су високи официри распуштене чехословачке Прве армије.
Као важна организација која је деловала против антинацистичког отпора Одбрана нације (ОН), од стране Немаца била је ангажована у сталним нападима за ликвидацију покрета отпора Гестапо и Зихерхајтсдинст. У неколико разорних таласа они су успели да ослабе и сломе Војну илегалну организацију отпора Чешке Одбрану нације, хапшењем кључних људи.
Након тих хапшења положаје команданата Одбране нације постепено су преузимали (у четири наврата) некадашњи генерали Прве Републике. Трећа група припадника ОН уништена је од стране немачких снага безбедности у јуну 1944. када је  22. јуна 1944. године ухапшен њен тадашњи командант, армијски генерал Зденек Новак. Када је и његов наследник - бригадни генерал Франтишек Блаха - ухапшен крајем октобра 1944. године, команда над четврто групом ОН поверена је последњем неухапшеном генералу Франтишеку Слунечку.

### Алекс
Генерал Франтишек Слунечко (конспиративно име „Алек“) првобитно је био на положају регионалног војног команданта Моравске-Запад (са седиштем у Брну) у структури ОН. Да би избегао немачко хапшење, генерал Франтишек Слунечко скривао се у строгој илегалности од краја 1939. године (од 2. децембра 1939). Боравио је на разним местима, али са приближавањем краја Другог светског рата, на подручју Мњихово Храдиште . Скоро све време трајања протектората био је на челу обавештајне групе „АЛЕКС“.  
Ова група отпора постепено је формирала и користила мрежу доушника на кључним позицијама, у министарствима протектората, разним организацијама и у чешкој канцеларији за штампу (ЧТК). Илегална група Алек деловала је на североистоку Чешке (посебно у окрузима Млада Болеслав, Мњихово Храдиште, Турнов, Семили и Јичин).
Генерал Франтишек Слунечко, након што се окружио сарадницима, од њих је саставио језгро будућег побуњеничког штаба Алекс. Појединачна подручја деловања (функције и улоге) и особе одговорне за њих класификоване су на следећи начин:
- Командант: бригадни генерал Франтишек Слунечко (након ослобођења устаника 5. маја 1945. из затвора Панкрц, командовао је бригадни генерал Зденек Новак)
- Начелник штаба: потпуковник Раимунд Мразек (* 1895 ) ;
- Заменик начелника Генералштаба: потпуковник Јан Ростислав Коларик (* 1895  );
- Сарадња са полицијом и другим организацијама: потпуковник Инг. Антонин Самеш (* 1895  ) (командант Генералне команде жандармерије и полиције)
- Треће оперативно одељење, задужено и за сарадња са железницом: потпуковник Станислав Зима (* 1897  );
- Четв рто одељење за снабдевање и материјал и сарадња са запосленима у електропривредама (ЕП) главног града Прага: генерал-потпуковник Бохумил (Бохуслав  ) Палечек (* 1892  ) (током устанка Б. Палечек је био Начелник штаба „Јозеф“ ЕП бојне групе);
- Сарадња са жандармеријом и Соколстством: пуковник Владимир Процхазка;
- Начелник првог. одељења : генерал-потпуковник Антонин Шилхавы (* 1892  );
- Известилац: потпуковник Оскар Пејша (* 1896  );
- Друго обавештајно одељење: генерал-потпуковник Јарослав Кадаинка (током операција представљао је потпуковника Оскара Пејшу. Оскар Пејша је током устанка командовао борбеним одсеком Вашек-Ракос у Прагу-Подбаба  );
- Жандармеријска организација: мајор жандармерије Вацлав Ухлир (након хапшења у октобру 1944. заступао га је пуковник Владимир Процхазка);
- Команда официра за везу: мајор пешадије Теодор Покорни;
- Службеник за штампу: резервни поручник, бивши главни уредник „Шарене недеље“ Карел Неуберт ;
- Курир и веза са групом „Север“ : резервни поручник Витезслав Холас;
- Курир: уредник Ледвинка.

### Увод у Прашки устанак
Приближавањем краја рата (на подстицај генерала Слунечека), успостављен је револуционарни Национални комитет у складу са одређеним пропозицијама које је дефинисало Чешко национално веће. Слунечко је изабран за председника одбора, а Карел Неуберт, бивши главни уредник Пестри Веек-а, за потпредседника .  Чланови одбора били су поверљиви представници синдиката, представници индустрије, финансијских институција, штампе, синдиката и војске, запослени у електричним предузећима, јавном снабдевању и производњи папира. У то време, комитет је користио мрежу доушника који су раније радили за илегалну групу Алекс.
Уз помоћ контаката илегалне групе Алекс, који су већ били успостављени, на селу су основане и друге групе отпора, а неке су спојене са борцима отпора у Прагу. То су били:
- Група генерала Слунечека у окрузима: Млада Болеслав, Мњихово Храдиште, Турнов, Семили и Јичин ;
- Група потпуковника Генералштаба Раимунд Мразек у Брандыс над Лабем;
- Група пуковника Владимира Процхазке - Бенешов, Влашим и Лоуни;
- Група генерала Јулија Фишере (* 1894  ) - Велке Кладно, Унхошт, Бероун.

У јануару 1940. генерал Карел Кутлвашр и његова супруга Јелизавета уселили су се у стан Винохради на првом спрату (у улици Премисловска 2018/27, Праг 2).  Овде је такође одржан састанак за припрему Прашког устанка 24. априла 1945. ходине на коме су били Гроф Коловрат-Краковскы, генерал Бохумил Ритир, потпуковник Инг. Антонин Самеш и други.
По наређењу генерал-пуковника Раимунда Мразека, потпуковник Бохумил Радецховскы (после пет и по година илегалности) пребацио је генерала Франтишека Слунечека у Праг. Овде се 30. априла 1945. године догодио први састанак представника војног отпора у канцеларијама Дунавске бродске компаније. Генерал Карел Кутлвашр, потпуковник Генералштаб Раимунд Мразек, командант Генералне команде Жандармерије и полиције, потпуковник Инг. Антонин Самеш и други добили су задатак да успоставе побуњенички штаб Алекс. Од 1. маја 1945. до почетка Прашког устанка, генерал Слунечко живео је у стану мајора Теодора Покорнија на адреси Шевчикова 1421/6, Праг 3 (од 1904. до 1947. улица се звала Бендлова)
- Личности устаничког штаба Алекс
- Бригадни генерал Zdeněk Zdeněk
- Бригадни генерал František Slunečko
- Генералштабни потпуковник Raimund Mrázek

### Штаб АЛЕКС уочи прашке побуне
Војна комисија Слунечековог националног комитета (Алексов побуњенички штаб) састајала се сваког јутра у 9 сати постепено у разним местима у Прагу (због завере).  Ова комисија је континуирано утврђивала коначни распоред команде, задатке јединица и расправљала о целокупној ситуацији у политичком, организационом и војном погледу.
Побуњенички штаб Алекса заузео је (командовао) већ постојеће војне организације:
- група потпуковника генералштаба Франтишек Бургер
- група штабног капетана Волрата
- борбена организација запослених у електропривредама (6000 људи), која је била подељена у десет група смештених у депоима на периферији Прага и у електрани. (Овим „подгрупама“ су командовали активни и резервни официри)

Истовремено су подељена подручја војне команде:
- Генерал Франтишек Слунечко и његово особље: све заробљене јединице у Чешкој
- Генерал Карел Кутлвашр (командант Великог Прага) и начелник штаба Франтишек Бургер : све заробљене јединице у Великом Прагу
- Генерал Јулиус Фишера: јединице у Велком Кладну и јединице смештене западно од Прага
- Мајор Церман: група „Север“ на подручју чешке раје
- Потпуковник Вилем Конвалинка: Група Брандыс над Лабем

Да би се спречило ометајуће мешање различитих политичких група у војно заповедништво и организацију трупа, договорено је са разним политичким организацијама (укључујући највећу, „Веће војника и радног народа“) да војна команда буде опште Франтишек Слунечек руке.  Поручник у резерви Карел Неуберт добио је налог да заузме зграду ЧТК и управо је он средио све што је потребно за „глатко“ спровођење пуча у економској групи „Штампа и папир“.  Контакт седишта Алек-а са Чешком успео је да се одржи пре 5. маја 1945. преко штабног капетана Јаромира Нецханскы-а (кодно име „Јири“). Прихватањем потпуковника Инг. Антонин Самеш, као члан војне секције Чешког националног савета, успостављена је веза између побуњеничког седишта Алекса и Чешког националног већа, а истовремено и хијерархијска командна супериорност Чешке над седиштем Алекса био препознат.

## Чешки мајски устанак
На крају Другог светског рата, чесшка влада у егзилу у Лондону и домаћи отпор бавили су се припремом побуњеничке акције. Међутим, захтев за испоруке оружја и премештај 311. чехословачке бомбардерске ескадриле у знак подршке устанку одбијен је јер је совјетска оперативне зона деловала на овом подручју.
Преговори са Совјетима били су неуспешни, јер је могуће ослобађање чешког простора изнутра било у супротности са њиховим политичким циљевима.
Од фебруара 1945. године, припадници отпора у Прагу бавили су се припремом устанка. Фокусирали су се на ангажовање патриотских припадника полиције, жандармерије, владиних трупа, ватрогасаца, Сокола и бивших финансијских стражара.
Од фебруара 1945. године, припадници отпора у Прагу бавили су се припремом устанка. Фокусирали су се на хватање патриотских припадника полиције, жандармерије, владиних трупа, ватрогасаца, Сокола и бивших финансијских стражара.
Почетком маја формиран је:
- Штаб Алекс на челу са генералом Франтишеком Слунечком и
- Великопрашки војни штаб Бартош на челу са генералом Карлом Кутлвашром.

- Личности устаничког штаба Бартош
- Бригадни генерал Карлом Кутлвашр
- Потпуковник у генералштабу Франтишек Биргер Бартош

Обе устаничке групе („Бартош“ и „Алекс“) нису биле довољно наоружане. Отпор у пролеће 1945. године претходним штрајковима Гестапоа и Немаца увелико су их десетковали и били су прилично уситњен. Побуњеници су се углавном ослањали на чешку полицију, жандармерију, ватрогасне јединице, трамвајџије и железничке раднике. Укупно је било око 10.000 наоружаних мушкараца. Претпостављало се да ће се у случају капитулације Немаца углавном радити на одржавању реда и ликвидацији отпора, што су реално могле предвидети само јединице Гестапоа и СС. У случају народног устанка био је циљ „или сломити немачки отпор или га бар задржати у разумним границама“ до доласка савезничких војски.
Пре тога, 29. и 30. априла, основано је Чешко национално веће сардњом свих компоненти политичког отпора. Њен председавајући био је професор Алберт Пражак, а потпредседник је био комуниста Јосеф Смрковскы.
Устанак је захватио практично читав окупирани део данашње Чешке, али до почетка устанка извођени су само појединачни напади који нису били међусобно повезани.
Већ крајем априла у Протекторату су све више расла антинемачка осећања. Герилске акције, којима је присуствовало око 8.000 герилаца у 95 дивизија, посебно су пореметиле транспортни систем. Саботажа се такође повећала и мрежа илегалних националних одбора почела је да се формира.
Прве отворене антифашистичке представе појавиле су се углавном у градовима (Преров, Нимбурк) и на местима где су деловале герилске групе - у региону Височина, у подножју Крконоше, у округу Бероун. Међутим, већину њих су фашисти сурово сузбили. Преживео је само онај који је избио у близини фронта (Всетин, Плзењ) или имао подршку партизана (Прибрама, Бероуна)
Историчари данас (2016) подсећају нас да иако је Мајски устанак у пролеће 1945. у Прагу био пре свега спонтани догађај, који је покренут без пуно координације и централног вођства, чињеница да је систематски припремљен (нарочито у последње две недеље) углавном група чешких официра, међу којима су главну улогу имали бивши легионари - генерал-пуковник генералштаб Франтишек Бургер (група Бартош) и Раимунд Мразек (група Алек).

### Прелиминарни циљеви побуњеника пре избијања устанка
Обе устаничке групе („Бартош“ и „Алекс“) нису биле довољно наоружане. Отпор у пролеће 1945. године претходним штрајковима Гестапоа и Немаца увелико су десетковали и био је прилично уситњен. Побуњеници су се углавном ослањали на чешку полицију, жандармерију, ватрогасне јединице, трамваје и железничке раднике. Укупно је било око 10.000 наоружаних мушкараца. Претпостављало се да ће се у случају капитулације Немаца углавном радити на одржавању реда и ликвидацији отпора, што су реално могле предвидети само јединице Гестапоа и СС. У случају народног устанка био је то покушај њиховог војног хватања и истовремено покушај „или сломити немачки отпор или га бар задржати у разумним границама“ до доласка савезничких војски.

### Раније од планираног покретање устанка
Обе струје отпора („Бартош“ и „Алекс“) планирале су да у понедељак, 7. маја 1945. године, започну војне операције против немачког гарнизона од 30.000 војника. Међутим, ситуација је сазрела два дана раније, углавном због отпора који је заузимао телефонске линије са нацисти.
Устанак у Прагу почео је у суботу, 5. маја. Избио је спонтано - од јутра је радио престао да емитује на немачком и извештавао само на чешком, устаници су почели да разоружавају поједине немачке војнике и руше немачке натписе.
Оружана борба започела је борбом за зграду радија, коју је нацистичко руководство покушало да заузме, и зароби спикера. Захваљујући тренутку изненађења, устаници су успели да дођу до знатног дела центра града и делимично се наоружају заробљеним оружјем.

### Активности у седишту Алекса у Прашком устанку

#### Субота, 5. мај 1945.
Од суботњег јутра 5. маја 1945. године било је јасно да ће сваког тренутка доћи до спонтаног избијања устанка и сукоба побуњеника са немачким оружаним снагама. Седиште штаба Алекс састало се у 9 сати ујутру на Старом градском тргу у једној кући (Староместске намести 550/18, Праг 1 - Стари град, Јосефов у канцеларијама Кунерле.  Иако је овде била смештена немачка компанија, њен чешки директор, каплар Блажек, напустио је просторије компаније и уступио их за војне састанке пред почетак револуције.
Одмах по доласку у седиште Алекса, Генерал Слунечко је одлучио да започне борбу и око 10 сати издао је наређење за активирање свих устаничких јединица и заузимање кључних тачака у Прагу.
Устанак је избио у  5. мај 1945. године у 11 часова заузимањем зграде радија. У 12.30 часова заузета је зграда чешке канцеларије за штампу (ЧТК) (у улици Лутзовова) од стране наоружаних људи предвођених поручником у резервату Карелом Неубертом .
У 13 сати из чешке канцеларије за штампу (на Хеловом апарату) успостављена је веза са агенцијом Ројтерс у Лондону а такође и са Москвом. Нормални рад чешка канцеларија за штампу (ЧТК) наставила је до 15 сати, да би у 18 сати представник Чешког националног савета предао ЧТК.
Штаб Алекса координисао је операције својих спољних снага током борбе на улицама Прага захваљујући добром функционисању обавештајих служби.  Оружје је било концентрисано у Штефаниковој касарни у Смицхову, којом је командовао потпуковник Шилхавы. Одатле су добровољачке јединице наоружане и стављена на располагање групи Бартош-Кутлвашр.  
Из Алексово седишта издаване су наредбе за операције групама ван Великог Прага, док је у Великом Прагу Карел Кутлвашр руководио операцијама.
У суботу, 5. маја 1945. године, формирано је неколико већих побуњеничких група, потчињених Војном штабу Великог Прага „Бартош“ генерала Карла Кутлвашара.
Увече 5. маја 1945. устанички логор бројао је око 16.000 бораца. Побуњеници су имали под својом контролом:
- десет мостова на Влтави (од укупно дванаест),
- радио станицу Праг,
- главну пошту,
- даљинску телефонску централу,
- електрану Холешовице,
- Штефаникову касарну у Смицхову
- касарну Јири з Подебрад на Тргу Републике,
- неколико лаких тенкова и оклопни возови.

Међутим, устаници нису контролисали велике градске четврти, посебно на оне на десној обали Влтаве.  Насупрот томе, нацисти су одржавали контролу на велико подручје на левој обали Влтаве (Дејвице, Мала Страна, Храдчани, аеродром Рузине). Поред тога, имали су неколико изолованих, али добро утврђених тачака на десној обали реке Влтаве. Поред тога, око 30.000 припадника СС-а кренуло је из околнихметса да подржи нацисте у Прагу.

#### Субота на недељу, 5/6. мај 1945.
Касно увече 5/6. мај, радио је емитовао апел људима на улицама Прага да направе барикаде како би успорили очекивани немачки напад. Те ноћи 5/6. маја ослобођен је генерал Зденек Новак, који је био у затвору Панкрац (Соудни 988/1, Праг 4) од  22. јуна 1944. године, и, упркос лошем здравственом стању, одмах се придружио команди Алексовог штаба.
У ноћи 5/6. мај  1945. године у Прагу је, упркос лошем времену, десетине хиљада цивила радило целе ноћи и до јутра 6. маја, изграђено је преко 1.600 барикада. До краја устанка изграђено их је укупно 2.049.

### Недеља, 6. мај 1945.
У недељу, 6. маја 1945. године, нацисти су се припремали за напад на Праг, док су се побуњеници организовали и покушали да се придруже јединицама РОА генерала Власова .
Тога дана СС генерал Карл Фридрих фон Пиклер-Бургхаус наредио је Луфтвафеу да бомбардује Праг, али је напад морао бити обустављен због недостатка горива. Први удар извршила су два млазна ловачка авиона Месершмит Ме 262 А из елемената КГ 51 у месту Рузине. Једна од њихових мета била је зграда радија, коју је погодила бомба и онеспособила предајник. Међутим, радио је наставио да емитује програме са других локација. Узастопним нападима Луфтвафе је бомбардовао барикаде а напал бомбама палио је стамбене зграде, узрокујући бројне цивилне жртве. 
У подне је Први батаљон РОА ушао у Праг и напао Немце;  током свог боравка у Прагу разоружали су око 10.000 немачких војника. Америчка извиђачка патрола састала се са официром РОА, као и чешким вођама. Када су Чеси сазнали за споразум о линији разграничења и да Трећа армија не долази да ослободи Праг, Чешки национални савет, који није учествовао у преговоре са Буњаченком, осудио је РОА. То се догодило зато што су совјети желели да ослободе Прага и зато они нису могли политички да одобре РОА, чије припаднике је Стаљин сматрао издајницима. 

#### Понедељак, 7. мај 1945.
Општи нацистички напад на град започео је у понедељак, 7. маја 1945. године, када су нацисти успели да продру са североистока до центра.
Све време (од 5. до 7. маја 1945), Стари градски трг и седиште Алекса непрекидно су гранатирали тенкови. Снажни напади приморали су 7. маја 1945. године, да седиште Алекса преместе у канцеларије генералне дирекције компаније за возна средства Рингхофер у Смицхову .
У Прагу 2, Вишехрадска улица (у улици Вишехрадска 423/27), од 7. маја 1945. до 9. маја 1945, радила је станица за везу која је омогућавала комуникацију између седишта Алекса и седишта Бартоша. Овим комуникационим чвориштем командовао је потпуковник Бохумил Радецховскы.
Према условима привремене безусловне предаје, потписане у раним сатима 7. маја, немачке снаге имале су време од четрдесет осам сати да прекину офанзивне операције.
Ајзенхауер се надао да ће капитулација окончати борбе у Прагу и стога елиминисати америчку интервенцију. Међутим, немачко руководство је било одлучно да искористи овај период да пребаци што више војника на запад како би се предали Американцима. Шернер је осудио гласине о прекиду ватре у Прагу и рекао да се примирје не односи на немачке снаге које се боре против Црвене армије или чешких побуњеника.
Да би стекли контролу над прашком транспортном мрежом, Немци су покренули свој најјачи напад. Оклопне и артиљеријске јединице Вафен-СС које су стизале у Праг постепено су пробијале барикаде са неколико тенковских напада. Интензивне борбе праћене су коришћењем чешких цивила као живог штита  и оштећењем Старе градске куће и других историјских зграда. Када је команда Бартош сазнала за предају Рајмса, наредила је тренутни прекид ватре за чешке снаге. То је изазвало одређену забуну међу бранитељима, код којих се такође јавило дезертерство због погоршања војне ситуације. РОА је играо одлучујућу улогу у успоравању напретка Немаца, али су се повукли из Прага током поподнева и вечери како би се предали америчкој војсци. У граду је боравило само неколико РОА јединица, које су кренуле касно 8. маја.  Са нестанком већег дела РОА, слабо наоружани и необучени чешки побуњеници лоше су прошли против ојачаних немачких снага. До краја дана, немачке снаге заузеле су већи део територије коју су држали побуњеници источно од Влтаве, док је отпор само држао подручје Винохради-Страшнице. Снаге РОА заузеле су аеродром Луфтвафе у месту Рузине, уништивши неколико авиона.

#### Уторак, 8. мај 1945.
У ноћи са 7/ 8. мај Чешко национално веће одбија да склопи политички споразум са РОА и „Власовци“ су почели да напуштају Праг. Нацисти су напали из правца Карлина против центра града, што је довело до застоја. То је на крају резултирало потписивањем протокола о предаји немачких трупа. То је фактички значило њихов одлазак из града (у америчко ропство). Последње борбе са СС јединицама, посебно на подручју Злихова, Панкрца и Дејвице, завршене су у среду, 9. маја 1945. године уласком совјетских трупа у Праг.
На крају борби, Војни штаб Великог Прага „Бартош“ регистровао је 25470 оружаних барикада. 4426 чешки полицајци и жандарми активно су учествовали у устанку. Активни официри предмухенске чехословачке војске имали су важну улогу у формирању побуњеничких група и њиховом командовању.

### Среда, 9. мај
Последње немачке снаге које су побегле из Прага отишле су у раним јутарњим сатима. У 4:00, елементи 1. Украјинског фронта стигли су до предграђа Прага. Борбе су се углавном одвијале са изолованим СС јединицама које су чешки побуњеници спречили да се повуку. Током следећих неколико сати, Црвена армија је брзо савладала преостале немачке снаге. Будући да је већина Немаца већ отишла, 1. Украјински фронт избегао је борбе од куће до куће до којих је дошло приликом заузимања Будимпеште и Беча. Црвена армија је изгубила само десет војника у ономе што је описано као њихова „најлакша победа“ у рату.  У 8:00 ујутро, тенкови су стигли до центра града и радио је најавио долазак совјетских снага. Чеси су изашли на улице да дочекају Црвену армију.

#### Последње активности Алексовог штаба
Дана 10. маја 1945. генерал Зденек Новак преузео је команду над свим јединицама потчињеним Алековом штабу, а  Генерал Франтишек Слунечко постао је његов заменик.
По доласку владе у Праг, генерала Зденека Новака и начелника Генералштаба потпуковник Раимунда Мразека примио је министар одбране, генерал Лудвик Свобода. Овде су добили последњу наредбу, која је била упућена Алексовом ђтабу: да заузму историјске границе земље и очисте шумовита подручја од остатака немачких трупа. Окупирањем пограничних подручја, седиште Алекса је испунило своју мисију и потом обуставило све активности.

## Судбина актера Прашког устанка 1945.
Kомунистички државни удар, који се догодио 1948. године сменио је демократску владу Чехословачке. Након пуча, Чехословачка је постала комунистичка држава усклађена са Совјетским Савезом до Плишане револуције 1989.
Комунистичка влада покушала је да дискредитује чешки отпор, који се сматрао претњом комунистичком легитимитету, чишћењем или хапшењем бивших вођа отпора, приказујући историју, на сасвим другојачији начин који се огледао у пренаглашавању улоге радничке класе у устанку, и навођењу великог броја погинулих војника Црвене армије у ослобађању Прага.

### Судбина генерала Карела Кутлвашра
Генерал Карел Кутлвашр је по завршетку Другог светског рата био војни командант Прага, све до 28. маја 1945. године Потом је унапређен у чин дивизијског генерала. Убрзо након фебруарског пуча 1948. године, пензионисан је а потом и ухапшен крајем 1948. године.
У монтираном суђењу, 16. маја 1949. године, Државни суд у Прагу осудио га је за велеиздају на доживотни затвор и понижавајућим проглашењем кривим одузео му чин генерала и превео га у војника у резерви.
До председничке амнестије Антонина Запотоцког 1960. године, био је затворен у Мирову и Љеополдову. На слободу се вратио у лошем здравственом стању и толико малом пензијом да је прво морао да живи и ради у обезбеђењу у Јахачкој сали Прашког замка, а након одласка из Прашког замка и као ноћни вратар у пивари Нуселск. Напрасно је преминуо 2. октобра 1961. године у болници у Мотолу.

### Судбина генерал Франциса Слунечка
Генерал Францис Слунечко је 28. октобра 1945. именован је за команданта Првог армијског корпуса у Прагу и унапређен у чин дивизијског генерала. По достизању старосне границе повукао се у пензију 1. јуна 1946. године.
Никада ни за шта није осуђиван, али се суочио са разним провокацијама и оптужбама на основу којих је често саслушаван. Након отпуштања из истражног затвора  1950. године, деградиран је у чин резервног војника. У 1951. години насилно је деложиран из Прага у Бранжеж (округ Мњихово Храдиште), одакле се могао вратити тек након „либерализације“ режима шездесетих година 20. века. Преминуо је 10. децембра 1963. године у Прагу.

### Судбина генерала Зденека Новака
После рата, генерала Зденек Новак најпре је унапређен у дивизијског генарала, 1. августа 1945. године, а  1. априла 1946. године и у генерала војске, и у том чину служио је до краја 1950. године као командант Треће војне области у Брну.
Неколико година након доласка комуниста на власт ухапшен је 3. јануара 1951. године. Потом је отпуштања из активне војне службе 31. октобра 1951. године, након што једеградиран у резервног војника. У 1954. године осуђен је на 18 година строгог затвора због наводне велеиздаје.
Ослобођен је 1956. године председничким помиловањем. Године 1967. је рехабилитован и враћен му је војни чин. Преминуо је 23. октобра 1988. године у селу Задњи Требан.

## Одјек Прашког устанак 1945.
После 1948. године, Прашки устанак из 1945. године сврсисходно је протумачен као побуна радника који су под вођством Комунистичке партије устали против нациста и истрајали у борби до одлучне интервенције Црвене армије.

Међутим тај догађај Томаш Јакл из Војноисторијског института у Прагу овако описује: 
Многе политичке и војне групе отпора припремале су се за устанак практично од 1939. до 1945. године и све струје су се стопиле у једну након првог спонтаног наступа, организација је морала да се придружи, јер би у супротном устанак био врло брзо расејан и уништен.

### Тамне стране устанка
После 1989. године, често су се истицале тамне стране мајске борбе 1945. године, попут насиља над немачким цивилима на улицама Прага. Наиме у Прагу су чешки побуњеници убијали немачке војнике који су се предали и немачке цивиле и пре и после доласка Црвене армије.
Историчар Роберт Пинсент тврди да није постојала јасна разлика између краја устанка и почетка протеривања.
Неки заробљени немачки војници су обешени о бандере и спаљени, или на неки други начин мучени и унакажени. Чешки побуњеници такође су нападали, силовали и пљачкали немачке цивиле.
Нису сви убијени или погођени антинемачким насиљем заправо били Немци или сарадници, јер су починиоци често деловали на основу сумње. или су користили хаос за решавање личног незадовољства.
У једном масакру у Бориславки 10. маја, убијено је четрдесет немачких цивила.
Током и након устанка, хиљаде немачких цивила и војника који су се предали интернирано је у импровизоване логоре у којима су храна и хигијена били лоши. Преживели су тврдили да су премлаћивање и силовање били уобичајена појава.
Насиље над немачким цивилима наставило се током лета, кулминирајући протеривањем судетских Немаца. Око три милиона чехословачких држављана немачке националности лишено је држављанства и имовине и присилно депортовано.

## Епилог у бројкама
Дан најтежих борби био је 7. мај. Слабо наоружани устаници изгубили су ослобођене територије и, пре свега, стотине живота. Следећег дана, иако је командант немачких трупа генерал Рудолф Тусаин потписао споразум са Чешким националним саветом о предаји, борбе су настављене.
Први совјетски тенкови ушли су у Праг ујутро 9. маја пре три часа. Још стотине војника погинуло је у борби против немачких трупа које су покривале повлачење својих војски у америчко ропство.
Током 9. маја град је очишћен од фанатичних остатака немачких трупа. Коначни крај борби у Чешкој догодио се тек 11. маја, када су неутрализовани последњи остаци немачких трупа у региону Прибрам.
Према доступним изворима,
- 3.700 људи (укључујући становнике подручја око тадашњег Прага) убијено је или умрло у Прашком устанку.
- 1700 људи чешке националности и 660 бораца других националности умрло је директно на територији Прага (подаци на дан 30. децембра 1945).
- У Прагу и околини пало је 500 војника 1., 2. и 4. украјинског фронта.
- Живот је изгубило и 300 бранитеља, углавном у биткама за Pankrác, Vinohrady, Smíchov и Ruzyni
- Према непотпуним подацима, у Великом Прагу је умрло 855 немачких војника и држављана немачке националности.